# Haybes
Haybes is een dorp in het noorden van Frankrijk, in de pointe de Givet. Haybes ligt in de Franse Ardennen, op de rechteroever van de Maas. De gemeente maakt deel uit van het arrondissement Charleville-Mézières. Haybes behoorde tot het kanton Fumay, tot dat op 1 januari 2015 werd opgeheven en de gemeenten aan het kanton Revin werden toegevoegd. De gemeente telde 1.806 inwoners op 1 januari 2022.

## Geografie
De oppervlakte van Haybes bedroeg op 1 januari 2022 28,05 vierkante kilometer; de bevolkingsdichtheid was toen 64,4 inwoners per km².
De onderstaande kaart toont de ligging van Haybes met de belangrijkste infrastructuur en aangrenzende gemeenten.

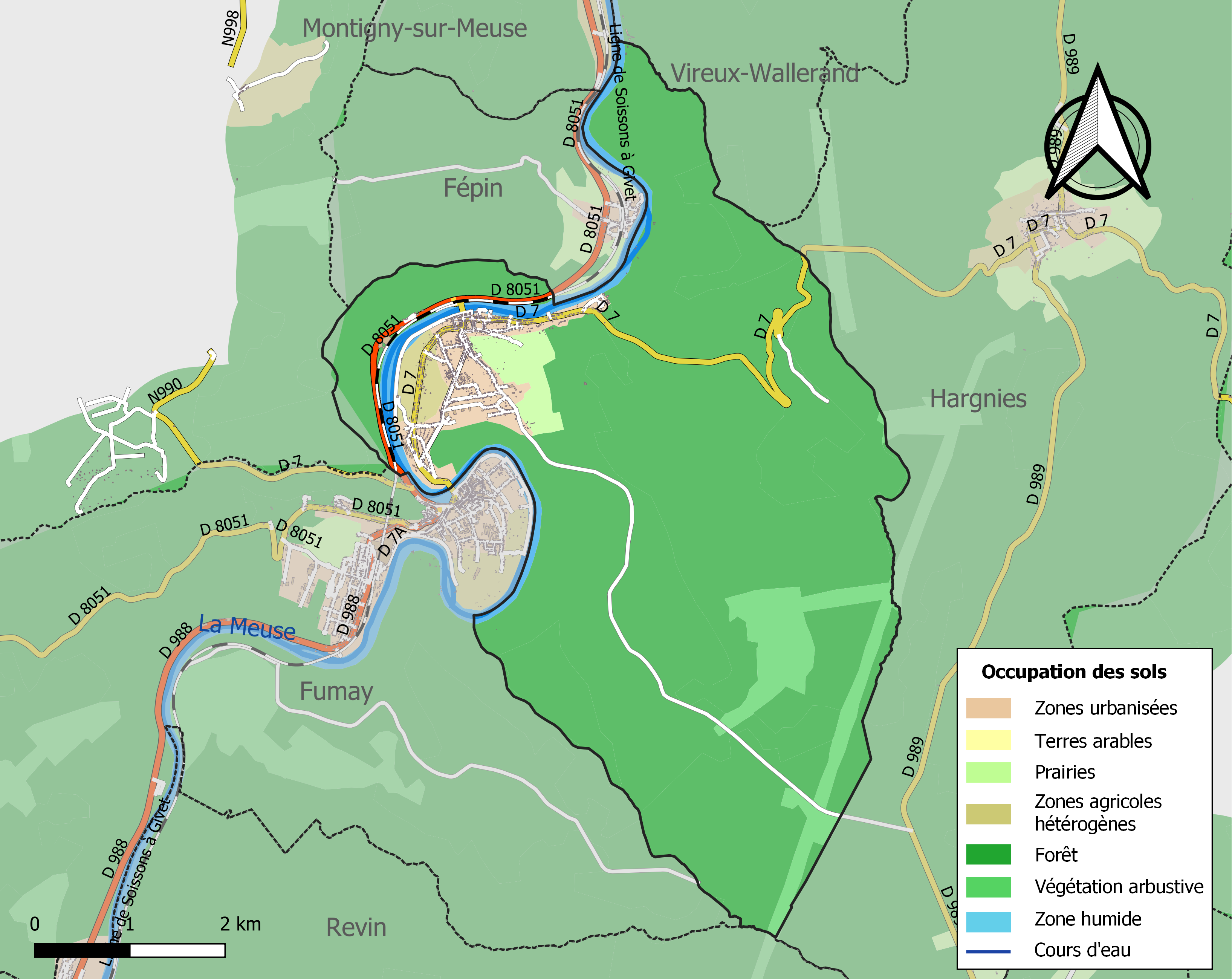

## Demografie
Onderstaande figuur toont het verloop van het inwonertal (bron: INSEE-tellingen).
Vanwege een beveiligingsprobleem met de MediaWiki Graph-software is het momenteel niet mogelijk deze grafiek weer te geven. Zodra de software is bijgewerkt zal de grafiek vanzelf weer zichtbaar worden.

## Afbeeldingen

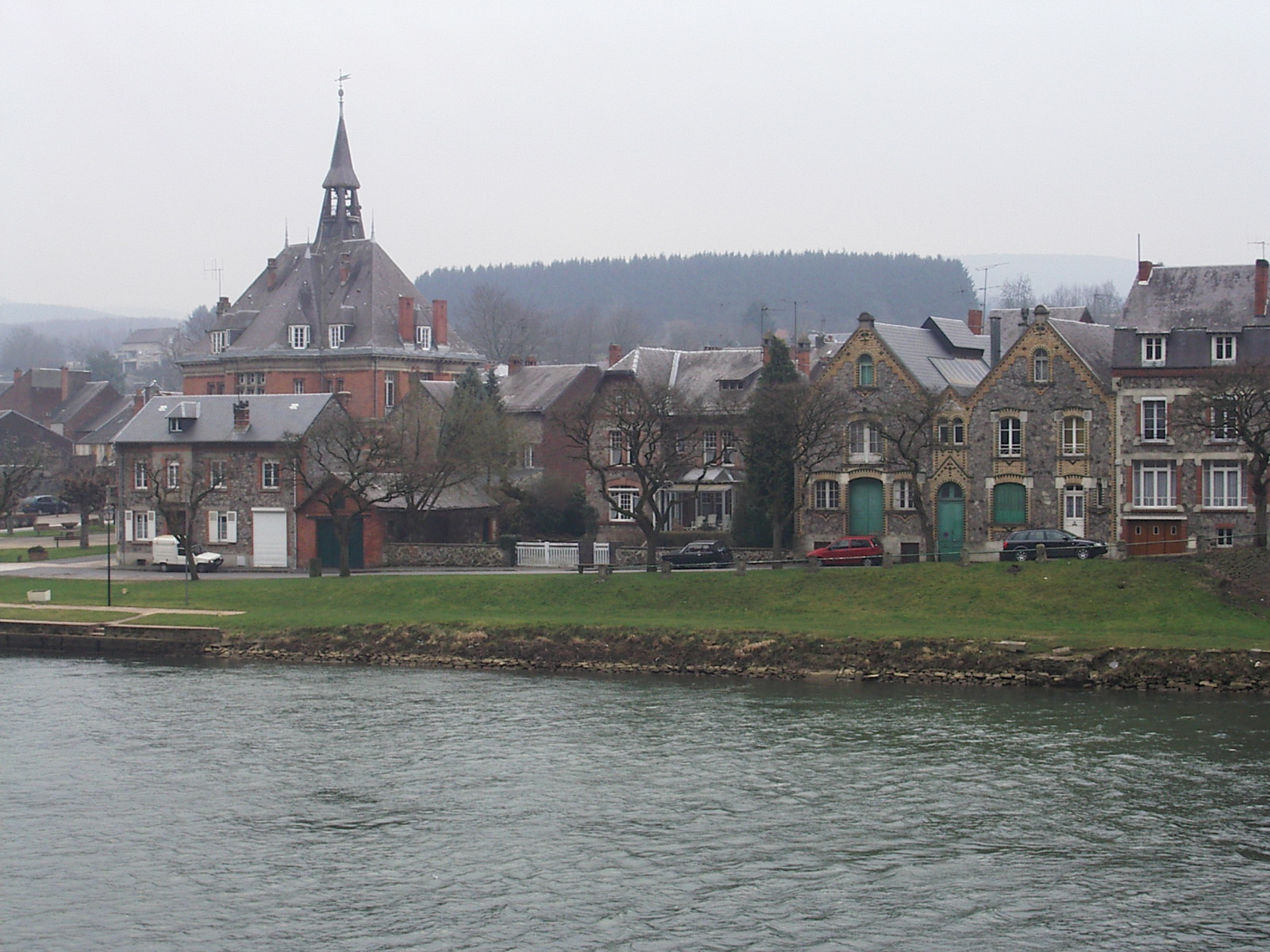
Haybes van over de Maas
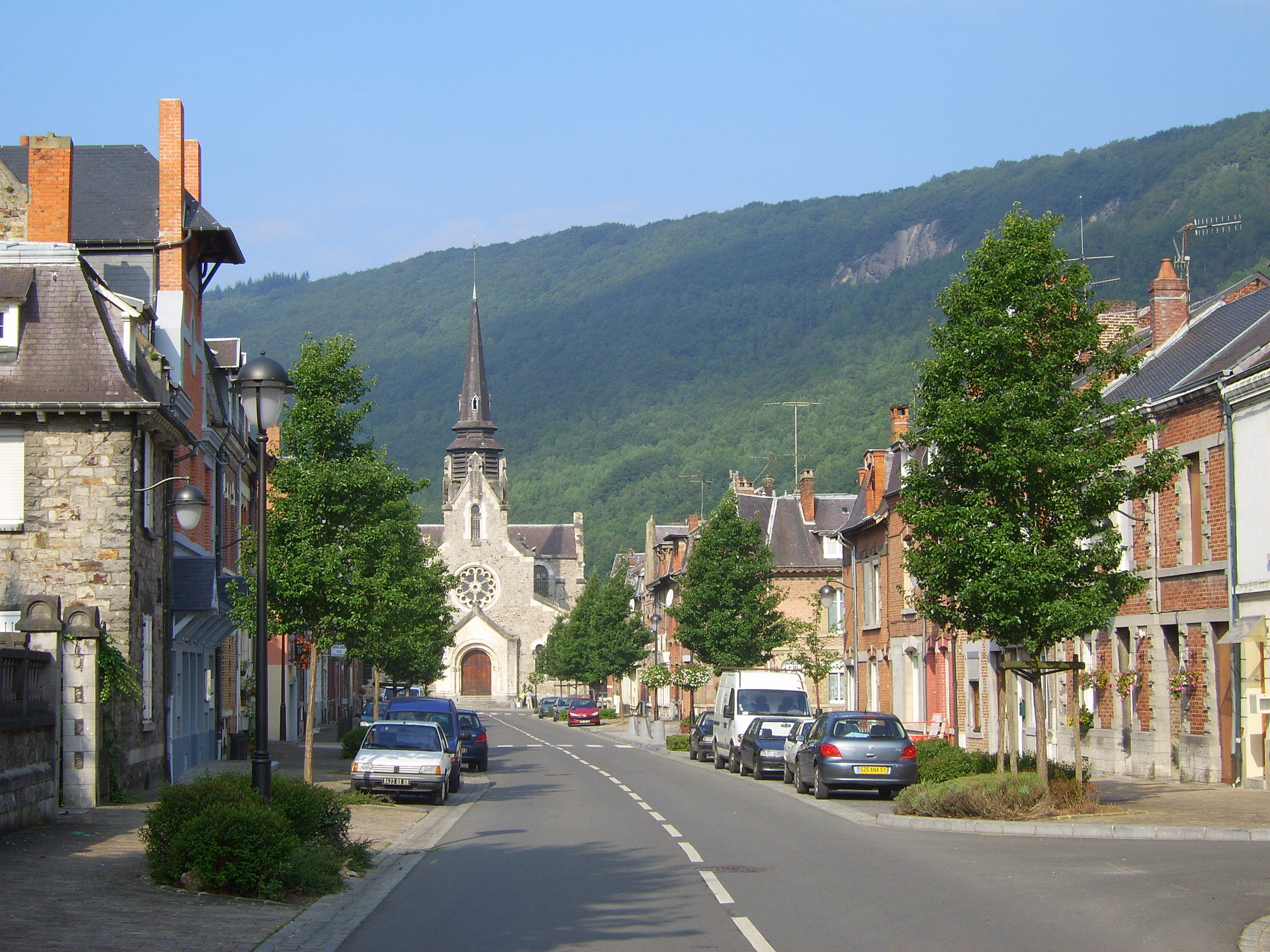
Hoofdstraat
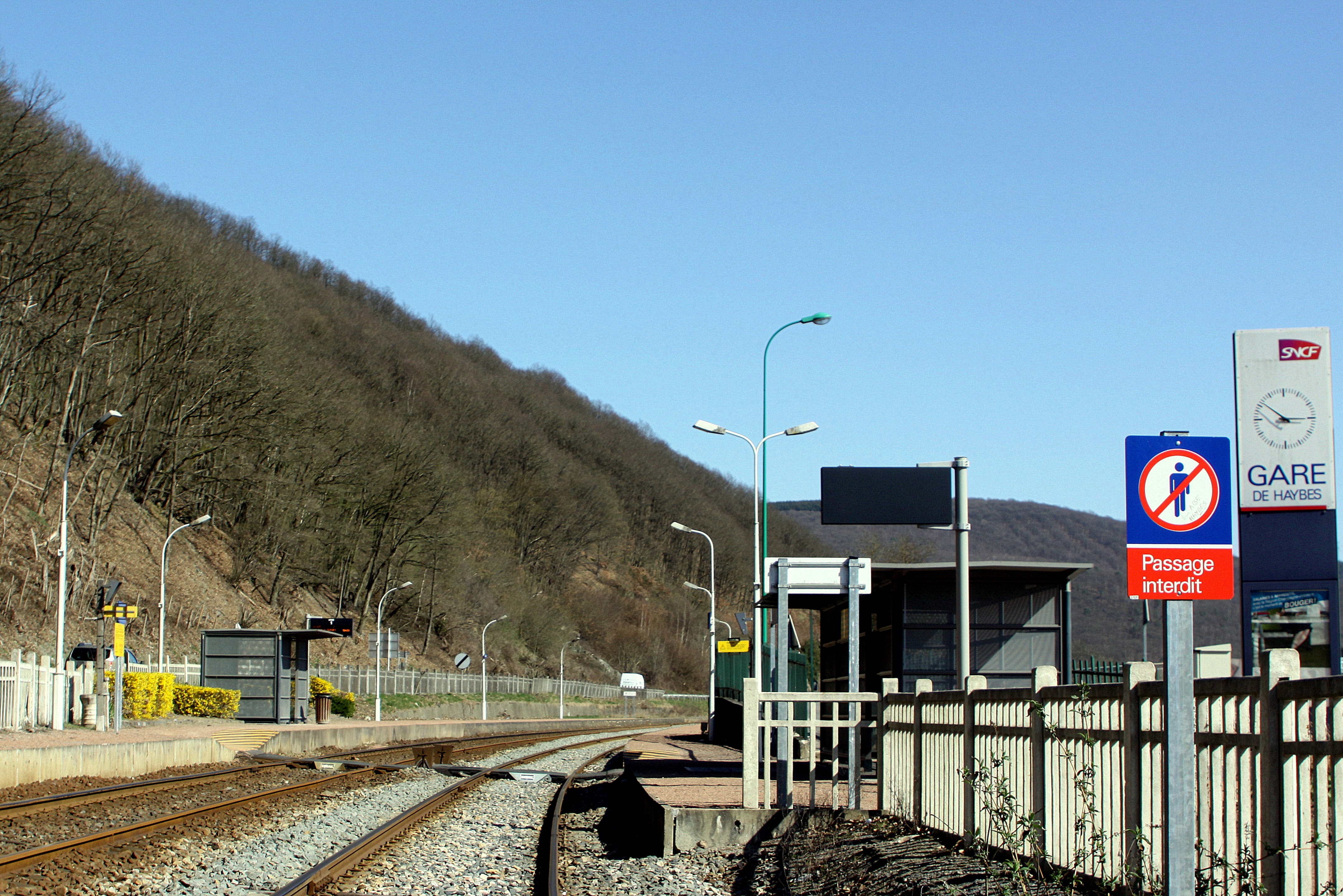
Het station
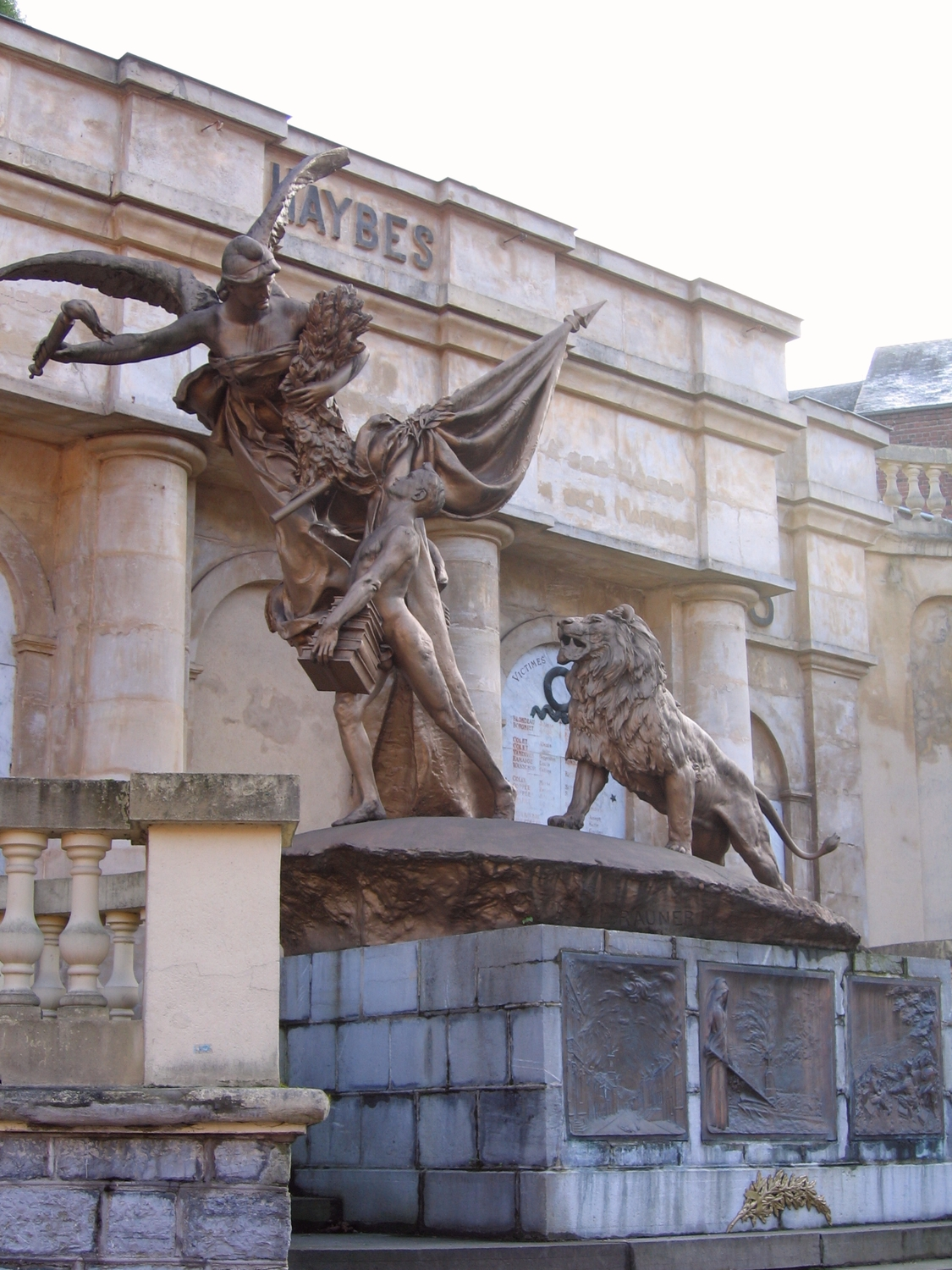
Het oorlogsmonument

Anchamps · Fépin · Fumay · Hargnies · Haybes · Montigny-sur-Meuse · Revin